# Křinec
Křinec (deutsch Krzinetz, auch Krinetz, Kschinetz, Neu Kunstberg) ist ein Městys in Tschechien. Er liegt zwölf Kilometer nordöstlich von Nymburk und gehört zum Okres Nymburk.

## Geographie
Křinec befindet sich zwischen den Flüssen Křinecká Blatnice und Mrlina am Beginn deren gemeinsamen Tales auf der Ostböhmischen Tafel. Westlich erhebt sich der Hügel Chotuc (Chotutz, 253 m), nördlich die Kuppe Kuncberk (Kunstberg, 214 m). Durch das Dorf führt die Eisenbahn von Nymburk nach Jičín bzw. nach Dymokury. 
Nachbarorte sind Pojedy im Norden, Podlužany, Nové Zámky, Sádka und Mutínsko im Nordosten, Svídnice im Osten, Zábrdovice im Südosten, Vestec, Leč und Nový Dvůr im Süden, Chaloupky, Podchotoucký Mlýn und Hrubý Jeseník im Südwesten, Mečíř im Westen sowie Bošín im Nordwesten.

## Geschichte

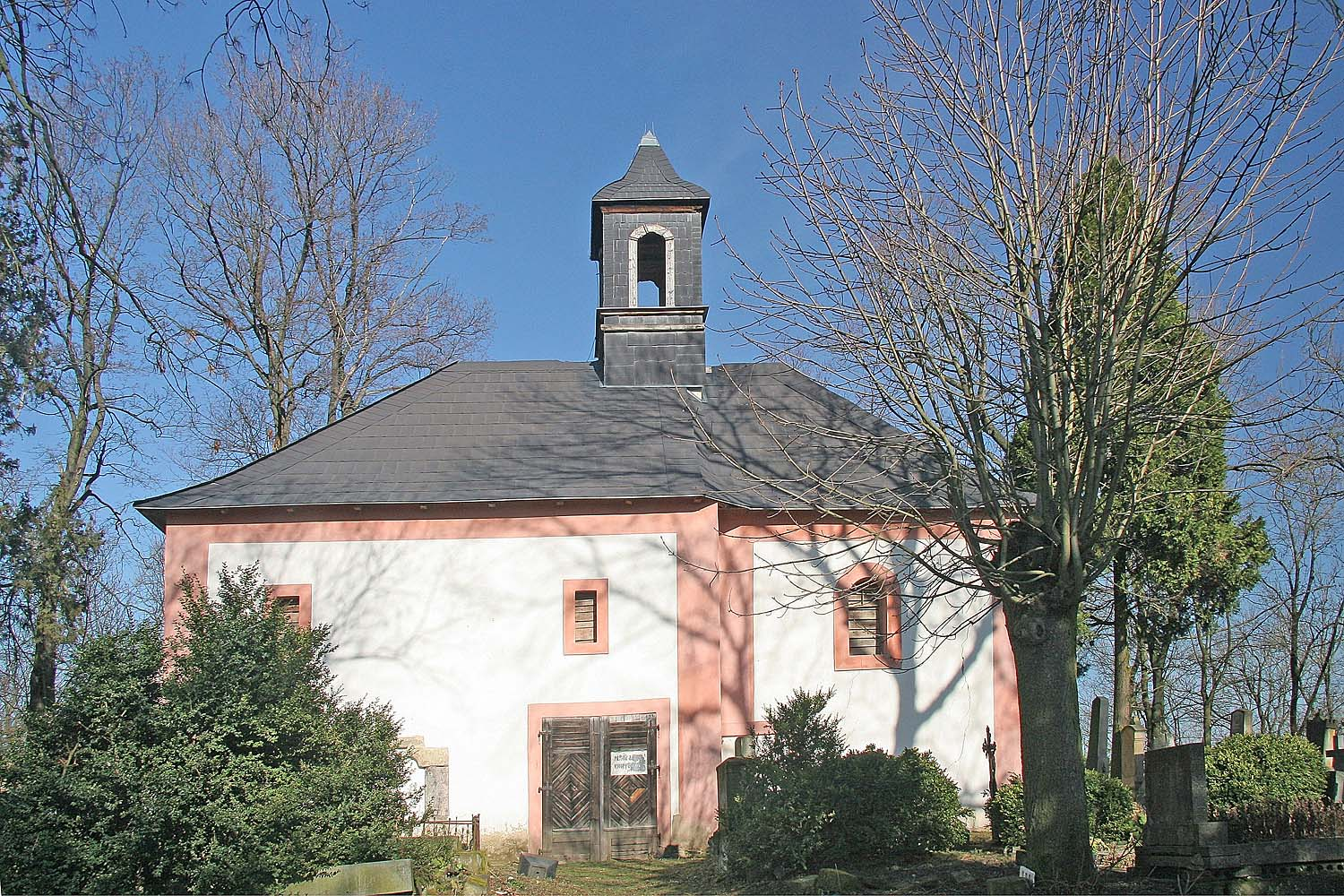
Kirche der hl. Dreifaltigkeit auf dem Chotuc

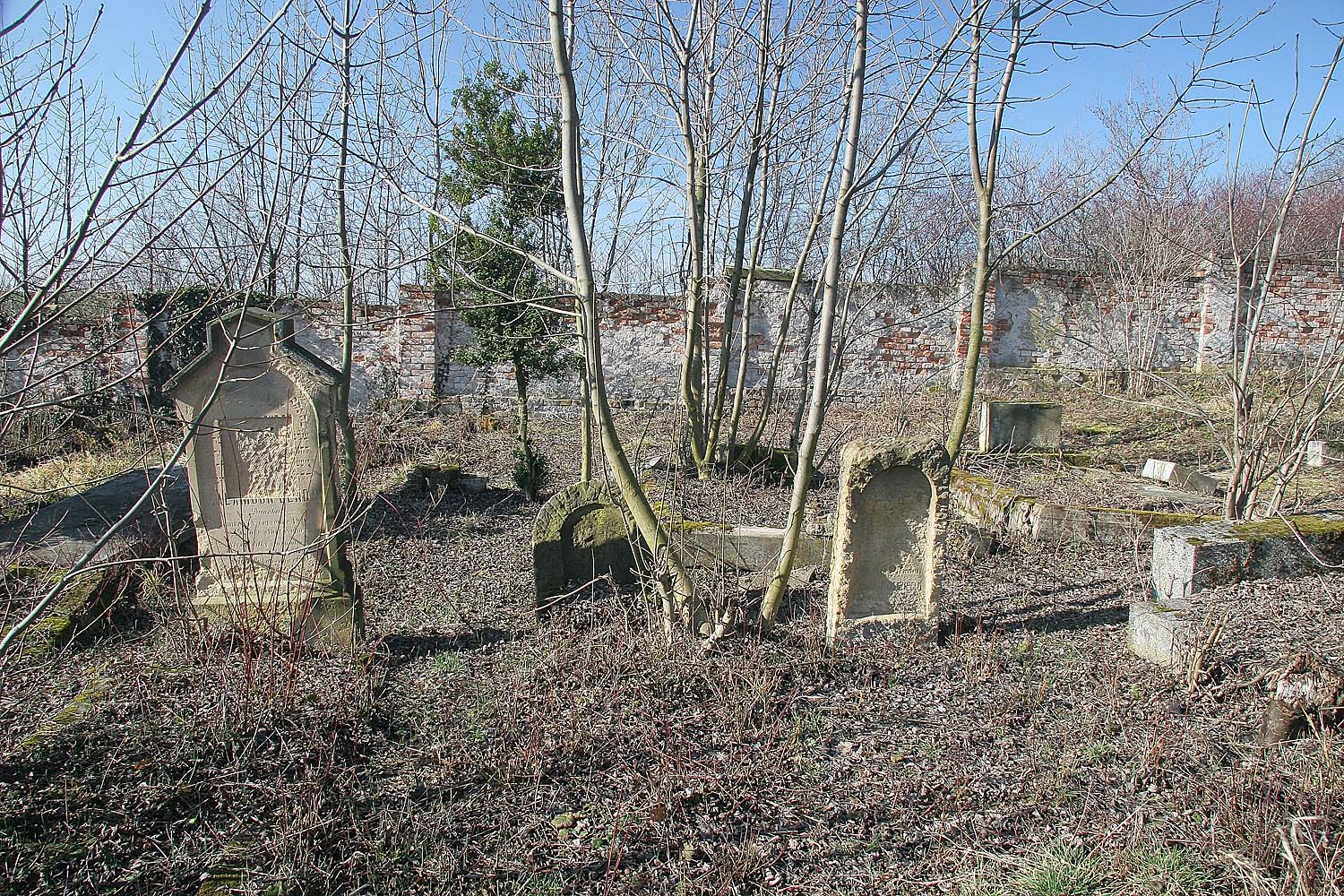
Jüdischer Friedhof

Die erste schriftliche Erwähnung des Dorfes erfolgte im Jahre 1352 im Zuge der Anlegung eines Verzeichnisses der böhmischen Pfarrdörfer. Besitzer des Ortes waren die Herren von Valečov, denen nach den Hussitenkriegen bis 1565 die Křinecký von Ronov folgten. Als im Jahre 1568 die Kostomlatský von Vřesovice die Herrschaft erwarben, wurde Krzinetz als Städtchen bezeichnet. 1575 wurde Heinrich von Waldstein auf Dobrovice Besitzer der Herrschaft Kunstberg.
Während des Dreißigjährigen Krieges wurde der Ort verwüstet. Unter den Grafen Morzín, die die Herrschaft Křinec 1649 erwarben, begann der Wiederaufbau. Während ihrer Herrschaft wurden zwischen 1649 und 1659 das Schloss, an Stelle der wüsten Burg Kunstberg um 1670 ein Jagdschlösschen, 1680 die Kirche St. Ägidius und schließlich zwischen 1714 und 1717 die Kapelle des hl. Johannes von Nepomuk errichtet. Von den Morzín erwarb 1796 der Oberst Jakob von Wimmer die Herrschaft, der sie an den Bankier Moritz von Bethmann verkaufte.
Nach der Aufhebung der Patrimonialherrschaften bildete Křinec ab 1850 eine Gemeinde im Bezirk Poděbrady. Franz Eduard Vonka gründete 1865 eine Fabrik zur Verarbeitung von Eiweiß, Dextrin, Stärke und Melasse. 1881 nahmen die Böhmischen Commercialbahnen die Strecken Welelib–Křinec–Kopidlno–Jičín und Křinec–Dymokury in Betrieb. 1934 kam die Gemeinde zum Okres Nymburk. Infolge der Beneš-Dekrete wurde 1945 die Familie Bethmann enteignet. 1948 sank Křinec zum Dorf herab. 1961 erfolgte die Eingemeindung von Zábrdovice. 1964 kamen Bošín und 1975 Nové Zámky (mit Mutínsko) hinzu. 1980 wurden noch Mečíř und Sovenice eingemeindet. Am 12. April 2007 erhielt Křinec den Status einer Minderstadt zurück.

## Gemeindegliederung
Der Městys Křinec besteht aus den Ortsteilen Bošín (Boschin), Křinec (Krzinetz), Mečíř (Meczirz), Nové Zámky (Neuschloß), Sovenice (Sowenitz) und Zábrdovice (Saberdowitz) sowie den Einschichten Leč (Lecz), Mutínsko (Mutinsko) und Sádka (Sadka).

## Sehenswürdigkeiten
- Burgruine Kuncberg (Kunstberg), auf der gleichnamigen Kuppe. Die Burg wurde nach 1450 von Jan Křinecký von Ronov als Landesbefestigungsanlage erbaut. Teile der Ruine wurden 1659 zum Bau des Schlosses abgebrochen, 1891 erfolgte der Abriss großer Teile des verbliebenen Gemäuers
- Naturreservat Chotuc
- Kirche der hl. Dreifaltigkeit auf dem Chotuc; die erste Kirche auf dem Chotuc wurde an Stelle einer heidnischen Kultstätte errichtet. Der heutige Bau stammt aus dem Jahre 1357 und wurde im 19. Jahrhundert barock umgestaltet
- Schloss Křinec, der 1649 erbaute und zwischen 1659 und 1660 um einen Seitenflügel erweiterte frühbarocke Bau dient heute dem Nationalmuseum als Depot.
- Kirche des hl. Ägidius in Křinec, erbaut 1669
- Barocke Statuen an der Mrlinabrücke in Křinec, die um 1707 von Ferdinand Maximilian Brokoff geschaffenen Figuren befanden sich ursprünglich im Schlosspark Kunstberg. Nach dem Bau der Brücke durch den Architekten Stanislav Bechyně im Jahre 1915 erfolgte zwischen 1917 und 1918 die Umsetzung der Figuren.
- Jüdischer Friedhof, unterhalb des Chotuc, an der Straße nach Mečíř
- Kapelle des hl. Johannes von Nepomuk, erbaut 1714–1717, nördlich von Křinec
- Kapelle in Sovenice
- Katholische Kirche Mariä Himmelfahrt in Bošín, der seit 1362 als Pfarrkirche nachweisbare Bau wurde im 18. Jahrhundert barockisiert
- Evangelische Kirche der hl. Philomena in Bošín, die 1787 erbaute Kirche wurde 1887 durch einen neoromanischen Neubau ersetzt

## Persönlichkeiten
- Julius Seger (1876–1944), Schauspieler, NS-Opfer